# Warlencourt-Eaucourt
Warlencourt-Eaucourt – miejscowość i gmina we Francji, w regionie Hauts-de-France, w departamencie Pas-de-Calais.
Według danych na rok 1990 gminę zamieszkiwało 81 osób, a gęstość zaludnienia wynosiła 22 osób/km² (wśród 1549 gmin regionu Nord-Pas-de-Calais Warlencourt-Eaucourt plasuje się na 1108. miejscu pod względem liczby ludności, natomiast pod względem powierzchni na miejscu 790.).